# Luigi Spezzaferro
Luigi Spezzaferro (Roma, 1942 – Roma, 2006) è stato uno storico dell'arte italiano.

## Biografia
Allievo di Giulio Carlo Argan all'Università di Roma La Sapienza, ha studiato anche a Londra, presso il Courtauld Institute e il Warburg Institute. La sua carriera accademica, iniziata alla metà degli anni Settanta, lo ha visto insegnare - per periodi e tempi diversi - presso l'Istituto Universitario di Architettura di Venezia (IUAV), l'Università di Roma La Sapienza, l'Università di Ferrara, l'Università di Roma Tre, l'Università Cattolica di Milano e l'Università della Calabria, dove ancor oggi esiste un'aula dedicata alla sua memoria.
Come osserva Margherita Fratarcangeli, Spezzaferro è noto per la capacità di analizzare, tenendoli uniti, i nessi esistenti su più livelli fra i fenomeni dell'arte - architettura, scultura, pittura e arti applicate - e il contesto storico, economico, culturale, politico e sociale di riferimento. Tale metodo ha trovato applicazione, nel corso del tempo, negli studi dedicati a Michelangelo Merisi, detto il Caravaggio, a fenomeni del collezionismo, della committenza e del mercato dell'arte, e infine all'urbanistica e all'architettura, con speciale riguardo per Roma in età rinascimentale e barocca.
Dal 2007 la Fondazione Luigi Spezzaferro ne tutela la memoria, cura la pubblicazione dei suoi scritti e promuove borse di studio e altre iniziative indirizzate alle nuove generazioni degli storici dell'arte e dell'architettura. Nel 2010 la Fondazione ha promosso l'edizione di tutti i testi che Spezzaferro ha dedicato a Caravaggio e ai suoi seguaci, tra cui Giovanni Baglione, Bartolomeo Manfredi e Giovanni Serodine.

## Principali pubblicazioni[2]
- La cultura del Cardinal Del Monte e il primo tempo del Caravaggio, in "Storia dell'arte", nn. 9-10, 1971, pp. 57–92.
- Via Giulia, Una utopia urbanistica del '500 (con Luigi Salerno e Manfredo Tafuri), Roma, Staderini, 1973 I edizione; 1975 II edizione.
- Caravaggio rifiutato? 1. Il problema della prima versione del San Matteo, in "Ricerche di Storia dell'arte", n. 10, 1980, pp. 49–64.
- Place Farnese: urbanisme et politique, in Le Palais Farnèse, Roma, École Française de Rome, 1981, vol. I, pp. 85–123.
- Il Recupero del Rinascimento, in Storia dell'arte Italiana, vol. VI (Dal Cinquecento all'Ottocento), t. 1 (Cinquecento e Seicento), Torino, Einaudi, 1981, pp. 183–274.
- Fabbriche e Architetti Ticinesi nella Roma Barocca (con Giovanna Curcio), Milano, ed. il Polifilo, 1989-1990
- La cappella Cerasi e il Caravaggio, in Caravaggio, Carracci, Maderno. La Cappella Cerasi in S. Maria del Popolo a Roma, a cura di Luigi Spezzaferro, Maria Grazia Bernardini, Claudio Strinati, Almamaria Mignosi Tantillo, Milano, Silvana editoriale, 2001, pp. 9–34.
- Mercanti di quadri, numero monografico di "Quaderni storici", a cura di Luigi Spezzaferro, 116, 2/2004.
- Caravaggio e l'Europa. L'artista, la storia, la tecnica e la sua eredità, atti del convegno internazionale (Milano 3-4 febbraio 2006), a cura di Luigi Spezzaferro, Cinisello Balsamo, Silvana Editoriale, 2009.
- Archivio del collezionismo romano, progetto diretto da Luigi Spezzaferro, a cura di Alessandro Giammaria, Pisa, Edizioni della Normale, 2009
- Caravaggio. Luigi Spezzaferro, a cura di Paolo Coen, Cinisello Balsamo, Silvana Editoriale, 2010, ISBN 978-88-366-1649-7.